# Bluefin Labs
Bluefin Labsとはマサチューセッツ州ケンブリッジに本社を置くソーシャルテレビ解析企業で、テレビの番組、コマーシャル視聴者の視聴時間、いわゆる視聴率を測定するためにTwitter、Facebook、ブログといったインターネット上のソーシャルメディアで一般公開されているコメントを活用することでテレビとマーケティングが従来抱えていたコストなど複数の問題を解決している。
MITメディアラボでの15年にわたる認知科学や機械学習の研究に基づくBluefinの技術プラットフォームは意味的に人々のソーシャルメディア上コメントを解析し、その人々が見ているテレビ番組やコマーシャルを自動的に割り出している。Bluefinの主力製品はBluefin Signalsというソーシャルテレビデータにアクセス、解釈、分析するツールである。

## 歴史
Bluefin Labsは2008年にデブ・ロイとマイケル・フライシュマンが設立した。
企業の起源はMITメディアラボのHuman Speechome Project (HSP)である。ロイが率いていたメディアラボのコグニティブマシングループにおいてHSPの目標は1歳の子どもの家庭生活を完全かつデジタルに記録するとその記録を計算的に解析することで言語習得を理解することだった。ロイ夫妻は家にビデオ機器を設置し、息子の1歳から3歳まで、計24万時間撮影した。このようにして収められた膨大な記録は息子がどのようにして言語を覚えたか撮影前を除き詳細なレベルで凝縮されていた。データを選別するために、ロイとMITチームは音声と映像データのコンテキストとパターンを明らかにするために設計された機械学習の大量かつ深いアルゴリズムを開発した。これらの結果はDeb Roy's TEDTalk 'The birth of a word.'で説明されている。
ロイのチームにいた学生のフライシュマンは言語学習のデータ駆動型コンセプトを適合し、それらを放送ビデオといった別の大規模ビデオデータセットに適用した。フライシュマンのPh.D.としての活動はアメリカ国立科学財団で注目を集め、ロイとフライシュマンによる中小企業技術革新研究プログラムの適用によるとBluefinの独力で効果的な起業に繋がった。
同時にHSPは大規模な文脈のなかで言葉の意味を教えこむアルゴリズムを作成し、Bluefinはソーシャルメディアストリームからのコメントを教えこむために深度のある機械学習を使用している。個人によって表現される言葉の文脈を見ることで、Bluefinは最初の場所で言葉が表現される起因になった出来事、人々、場所、製品、ブランドのコメントバックに繋がる言葉を利用することができる。
2012年7月25日、Bluefin Labsは広告産業のベテランであるJP・マヘウをCEOとして迎え入れたと発表した。
2013年2月6日、TwitterがBluefin Labsを買収したと発表した。

## 技術
Bluefin Labsはプロプライエタリの放送されたコンテンツとソーシャルメディアのコメントを合致させるためのアルゴリズムを使用している。テレビ番組にコメントを関連付ける方法には時間を解析（コメントが投稿された時間を見る）、意味を解析（そのコメントと合致するテレビ番組を探す）、機械学習（合致のためのアルゴリズムのトレーニングと再トレーニングの継続的なプロセス）の3段階がある。また、ソーシャルメディアコメントからの感情別、性別解析のためのプロプライエタリアルゴリズムも採用している。
結果のデータセットはテレビに対する人々の関与を測定する因果リンクの大規模なネットワークとして視聴者とプログラマーのフィードバックループを効果的に作成する。このネットワークはより効果的な広告ターゲッティングやより多くのコンテンツ、創造的な開発のためにしようされる洞察力と共にマーケティング関係者やメディア企業に提供するために設計されている。
Bluefinは「TV Genome」という放送に対する刺激をマッピングしたソーシャルメディアのコメントバックを呼び出している。TV Genomeはヒトゲノム計画のような非常に複雑な作業であり、認知科学と機械学習において根深い技法と莫大な計算のリソースを必要とする。Bluefinは毎月一般公開されている50億ものソーシャルメディアコメントを持っており、100万以上の放送された番組やコマーシャルの断続的に増え続けているビデオ指紋のアーカイブと結びつけている。現在アメリカ合衆国において115ものテレビ放送局とケーブルネットワークのビデオフィンガープリントを採取し反映している。

## 製品とソリューション
Bluefin Signalsとはソーシャルメディアで行われるテレビについての会話を整理し測定するソーシャルテレビ解析ソリューションで、サブスクリプションベースとしてブランド、エージェンシー、TVネットワークが利用可能なSaaS型解析プラットフォームとなっていて、研究、観衆洞察、メディアプランニングや売買、テレビ広告に関する交渉やテレビ広告の創造的な開発と最適化といったテレビ広告エコシステムにおける数種類の分野で使用される。また、電子番組ガイド(EPG)のフィードだけでなくテレビのクローズドキャプションをソーシャルテレビでの会話における正確な放送レベル分析の確認のために調査している。
Bluefin Signals Network Editionは、アメリカ合衆国の40以上の大手放送局とケーブルテレビネットワークで利用されている。
Bluefin Signals Brand Editionは、ブランド向けの初めてのソーシャルテレビ解析製品である。ペプシコ・ビバレッジのデジタルグローバルヘッドであるシヴ・シンは「Bluefin Labsは我々が企画している広告キャンペーンの実証済みソリューションに関する従来透明性に欠けていたプロセスの測定を提供してくれる。」と述べている。

## 経営陣と投資者
ロイとフライシュマンによるBluefinの初期の開発から技術起業家のフランク・モス（経歴としてTivoliのCEO、MITメディアラボの重役）やメディア起業家のブライアン・ベドル（ベッドロック・ベンチャー・パートナーズのマネージング・パートナーで過去にESPNクラシック、CBSスポーツネットワークのCEOを務めていた）が加わったことによりメディア産業の需要に合わせた調整がなされるスケーラブル技術プラットフォームの試作や研究を行う企業に転身した。
Bluefin Labsは初め、レッドポイント・ベンチャーズというTiVO、Netflix、MySpace、Excite、Juniper、Right Mediaといった企業に投資した世界最大手ベンチャーキャピタルの1者からシリーズA投資を受けた。
2012年1月、シリーズBラウンドとしてタイム・ワーナー・インベストメントと新たに参加したソフトバンク・キャピタル、再参加のレッドポイント・ベンチャーズとレラー・ベンチャーズによる1200万ドルの増資を発表した。 
レッドポイントと同時に世界中の技術、メディア、エンタテインメント、スポーツ関連企業の最高幹部がBluefinに投資した。ベドルに加えて、著名なエンジェル投資家にラプター・キャピタル・マネジメント兼ボストン・セルティックス共同オーナーのジム・パロッタ、クラフト・グループとニューイングランド・ペイトリオッツ会長のジョナサン・クラフト、クイッケン・ローンズの創設者兼チェアマンでクリーブランド・キャバリアーズ主要オーナーのダン・ギルバート、レラー・ベンチャーズでハフィントン・ポスト共同設立者のケネス・レラー、アカディア・ウッズのジェフ・サムバーグ、ウィリアム・モリス・エンデバーの取締役であるジョン・フォゲルマンが投資している。
MITメディアラボでの純粋な学術研究からプライベートベンチャーへの転身に際し、Bluefinはアメリカ国立科学財団の中小企業技術革新研究プログラム(SBIR)による助成金の投資を受けた。

## 提携と受賞
提携
2011年12月、Bluefin Labsとスターコム・メディアヴェストグループ(SMG)はSMGがBlufin Singnalsを使用することでクライアント向けにより見聞の広いメディアプランニングや購入の決定が出来るようにすることで提携を結んだ。
2012年2月、Bluefin LabsとABCニュースは2012年アメリカ合衆国大統領選挙に関するソーシャルメディア視点の放送利用、スーパー・チューズデーにおけるABCニュースでの放送中のデータ可視化と解析、大統領候補、副大統領候補の討論、共和党と民主党両党の大会、選挙の夜と就任式といった重要な報道の協働作業を行うことを発表した。
受賞
- 2011年9月:VentureWire’s FASTech 50: Most Innovative Start-Upsとプロデューサーズ・ギルド・オブ・アメリカ (PGA)とバラエティ誌、デジタルハリウッドとの提携での選定によるDigital 25: Leaders in Emerging Entertainmentの1つにそれぞれ選出
- 2011年11月:ad:tech Innovation Awardのソーシャルメディア部門受賞
- 2012年3月:Technology Review’s 50 Most Innovative Technology Companiesの1つに選出